# Perischizon bewsii
Perischizon bewsii är en svampart som först beskrevs av Doidge, och fick sitt nu gällande namn av Inácio & P.F. Cannon 2008. Perischizon bewsii ingår i släktet Perischizon och familjen Parmulariaceae.   Inga underarter finns listade i Catalogue of Life.